# Krótka płyta o miłości
Krótka płyta o miłości – siódmy album studyjny polskiej piosenkarki Patrycji Markowskiej, wydany 2 czerwca  2017 przez wytwórnię Warner Music Poland.
Płyta składa się z trzynastu kompozycji, a promowały ją single: „Nawigacja” „Bezustannie”, „Kochaina”, „Za nas dwoje” oraz „Czy przyjdzie wiosna?”.
Wydawnictwo znalazło się na 2. miejscu na oficjalnej polskiej liście sprzedaży. 18 grudnia 2015 miała miejsce premiera teledysku do utworu Markowskiej „Nawigacja”, skomponowanego z okazji 10. jubileuszowej edycji charytatywnego Kalendarza Dżentelmeni 2016. Singiel jednocześnie zapowiadał nowy album wokalistki..

## Lista utworów
1. „Adieu monsieur?” – 3:33
2. „Nie potrzeba mi nic więcej” (feat. Grzegorz Skawiński) – 3:34
3. „Lalka” – 3:25
4. „Kochaina” – 3:40
5. „Czy przyjdzie wiosna?” – 4:04
6. „Byś spojrzał na mnie” (feat. Marek Dyjak) – 3:32
7. „Leć” – 3:09
8. „Bezustannie” (feat. Ray Wilson) – 4:49
9. „Za nas dwoje” – 3:31
10. „Zanim” – 3:01
11. „Wyznanie” (feat. Leszek Możdżer) – 4:48
12. „Nawigacja” – 3:30
13. „Między słowami” (feat. Pectus) – 3:45

## Patrycja Markowska o swojej płycie
Ta płyta to moje kolejne spełnione marzenie. Pracowało przy niej wielu świetnych muzyków. Był śmiech, krew, pot i łzy, ale po 24 miesiącach pracy już jest i cieszę się z niej tak, jak cieszyłam się z debiutanckiego albumu

## Pozycja na liście sprzedaży
| Kraj   | Lista sprzedaży (2017)    | Najwyższa pozycja |
| ------ | ------------------------- | ----------------- |
| Polska | Oficjalna Lista Sprzedaży | 2                 |